# Jordan Swing
Jordan Tyler Swing (Vestavia Hills, 31 dicembre 1990) è un cestista statunitense.